# Florimont
Florimont es una comuna francesa situada en el departamento del Territorio de Belfort, de la región de Borgoña-Franco Condado.
Los habitantes se llaman Florimontois.

## Geografía
Está ubicada a 22 km al sureste de Belfort, cerca de la frontera con Suiza.

## Demografía
| 244 | 292 | 279 | 324 | 388 | 394 | 417 | 457 |
| Para los censos de 1962 a 1999 la población legal corresponde a la población sin duplicidades (Fuente: INSEE [Consultar]) |     |     |     |     |     |     |     |